# Comuna popular (China)

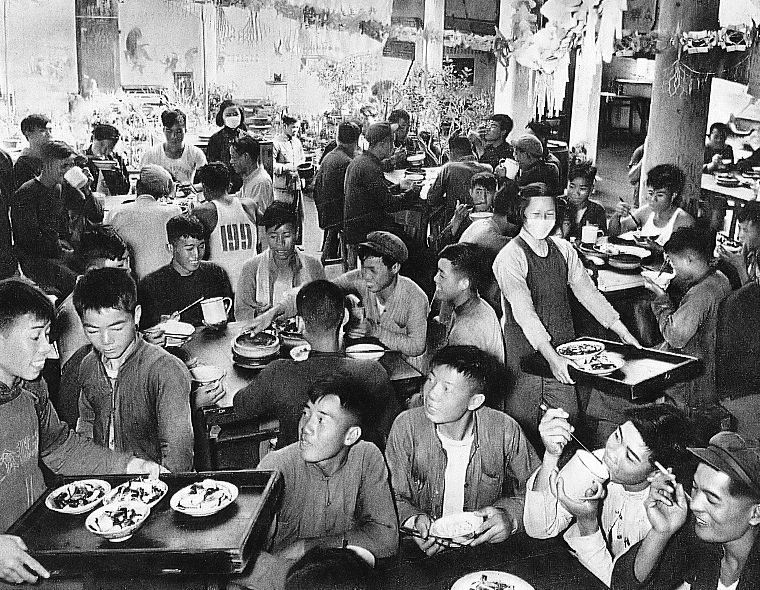
Uma refeição coletiva, conforme retratado na Coleção de fotos do 10º aniversário da RPC 1949-1959

Comunas Populares (chinês: 人民公社, pinyin: rénmín gōngshè), termo comum é uma homenagem à Comuna de Paris) na República Popular da China foi o maior dos três níveis de governo, superior as cooperativas socialistas nas áreas rurais em julho de 1958, onde o primeiro objetivo era o de combinar as conquistas das cooperativas socialistas, agricultura, as necessidades de desenvolvimento da indústria chinesa. 
Foram unidades produtivas rurais de caráter autônomo, que deveriam se responsabilizar pelo abastecimento do país. Formaram uma nova organização do sistema populações rurais chinesas na reforma do chamado Grande Salto Adiante (1958-1960), promovido por Mao Tse-tung, a fim de atingir um nível de desenvolvimento igual ao do Reino Unido durante 10 anos.
O objetivo era desenvolver nelas todas as atividades econômicas e sociais necessárias, incluindo os serviços para a população. Elas tinham que se tornar auto-suficientes, desenvolvendo a necessidade agrícola, industrial e de serviços aos seus habitantes. Consequentemente, houve a proibição do êxodo rural (o abandono do campo). Essa forma de organização encontrou um obstáculo para o crescimento econômico que se propõe em função da má distribuição de recursos econômicos. Deveriam repassar para o Governo central, responsável pela distribuição dos alimentos. Eram pouco mecanizadas, a produtividade extremamente baixa, assim não atendia às necessidades do país.
Terminam em torno de 1982-1985 após a morte de Mao e a chegada ao poder de Deng Xiao Ping (1976 – 1997) até que sejam substituídas pelos municípios. A comuna era a maior unidade coletiva, às vezes divididas em brigadas de produção, às vezes em equipes de produção. As comunas tinham funções governamentais, políticas e econômicas.

## História
A comuna popular foi estabelecida durante o Grande Salto para a Frente, quando Mao Zedong tinha como objetivo superar o Reino Unido e os Estados Unidos em termos de produção de aço em um curto período de tempo. Mao também queria mobilizar os camponeses para empreender grandes projetos de água durante as estações frias do inverno, a fim de melhorar a produtividade agrícola.
A comuna popular tornou-se política oficial do estado em 1958, depois que Mao Zedong visitou uma comuna não oficial em Henan. O objetivo de Mao ao criar as Comunas do Povo era coletivizar a economia agrícola e industrial da China.

## Formação
Para colocar este plano radical em ação, Mao usou o Movimento Antidireitista para silenciar a direita do partido, então ele não enfrentou praticamente nenhuma oposição quando finalmente implementou as comunas populares. Mao conseguiu o apoio do campesinato.
As comunas populares foram formadas em apoio à campanha do Grande Salto para a Frente e continuam sendo uma parte inseparável da campanha de propaganda das "Três Bandeiras Vermelhas" (era um slogan ideológico no final dos anos 1950 que convocava o povo chinês a construir um estado socialista. Consistiam na Linha Geral para a construção socialista, o Grande Salto para a Frente e as comunas populares).
Cada comuna era uma combinação de coletivos agrícolas menores e consistia de 4 000 a 5 000 famílias. As comunas maiores podem consistir em até 20 000 famílias.

## Vida na comunidade
Na comuna, tudo era compartilhado. As cozinhas privadas tornaram-se redundantes, e tudo na cozinha privada, como mesas, cadeiras, utensílios de cozinha e panelas foram todos contribuídos para a cozinha da comuna. A culinária privada foi proibida  e substituída por jantares comunitários.
Tudo originalmente pertencente às famílias, animais particulares, grãos armazenados e outros itens alimentares também foram contribuídos para a comuna. Eles foram colocados em diferentes usos, conforme designado pela comuna. Todas as atividades agrícolas deveriam ser atribuídas centralmente por quadros todas as manhãs. Todos na comuna receberam cargos de seus líderes.
As comunas administravam e controlavam todos os recursos rurais, como mão-de-obra e terra. Por causa da má gestão governamental de recursos e do mau tempo de 1958 a 1960, a Grande Fome Chinesa se espalhou pelo campo, com muitos alimentos sendo exportados para áreas urbanas. 

## Modelos de mão de obra
Os modelos de mão-de-obra eram indivíduos selecionados para receberem instrução especial em técnicas agrícolas e industriais, que podiam então ser disseminadas para a população trabalhadora em geral. Homens e mulheres eram chamados como modelos, e essa era uma forma das mulheres assumirem cargos de liderança durante a era das Comunas Populares.

## Galeria

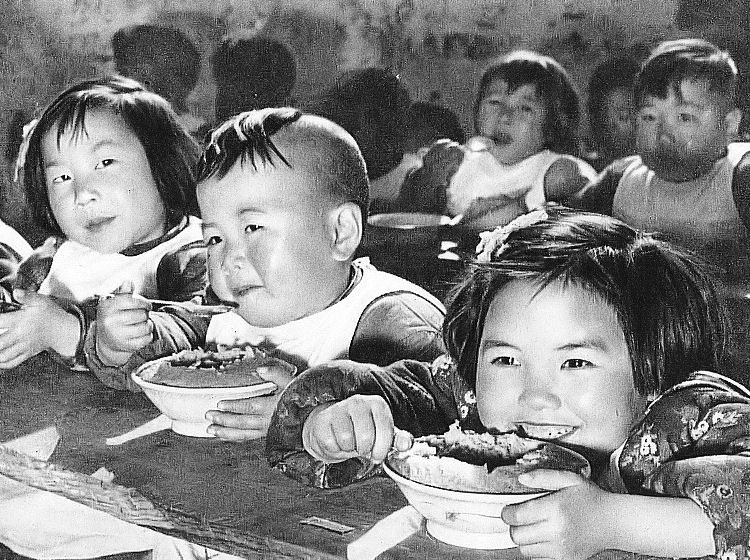
Crianças comendo em uma creche em uma comuna popular
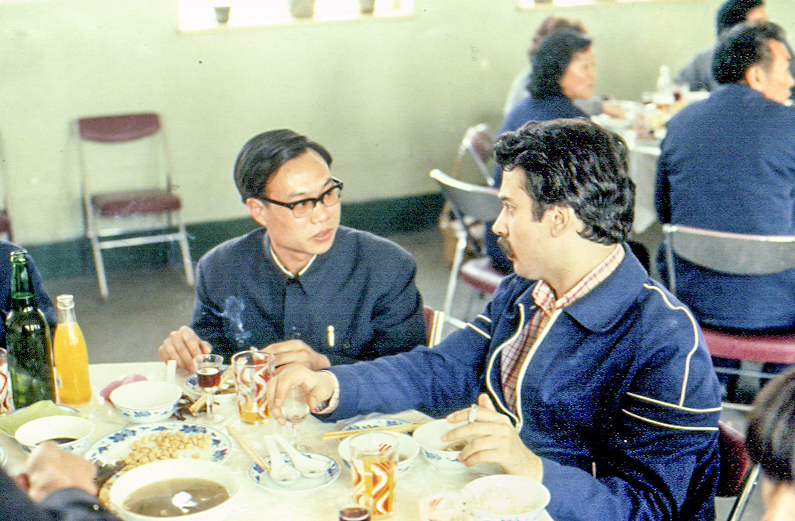
Jornalista húngaro Ferenc Sarkadi Kovács em uma comuna popular
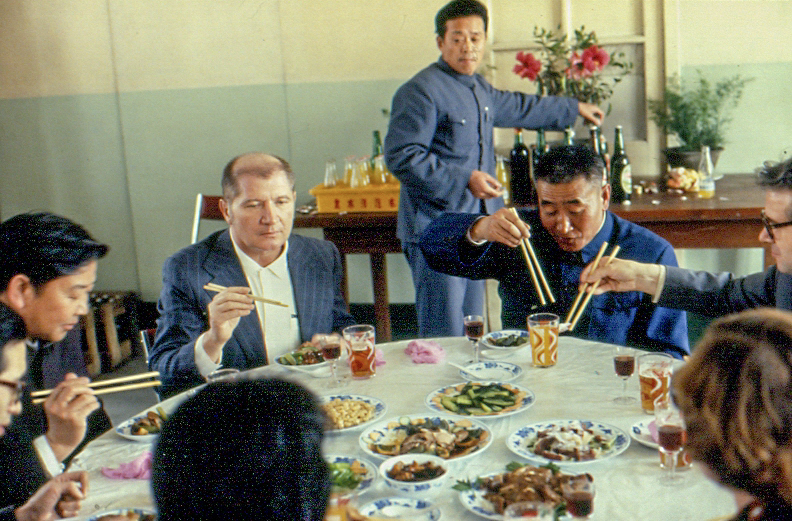
Uma refeição feita durante uma visita de estado da Hungria à China dentro de uma comuna popular durante a hora das refeições.
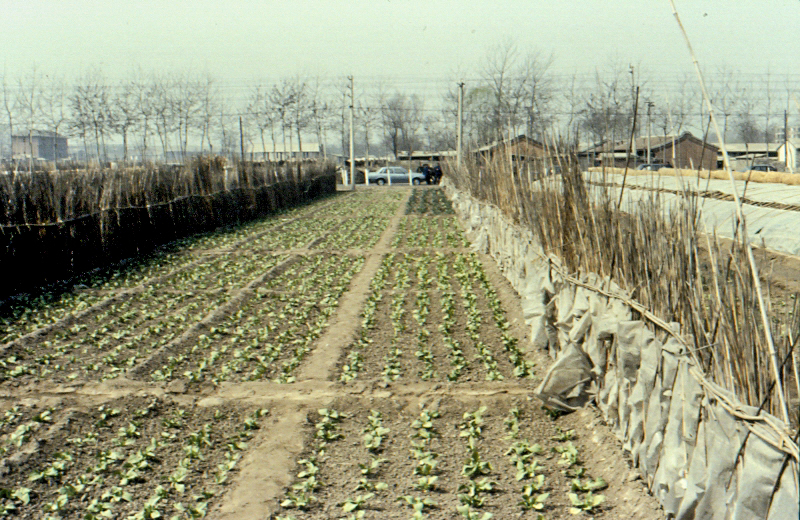
Um exemplo de fazenda coletiva de uma comuna popular
- Um filme da CIA sobre a vida em uma comuna popular de 1958